# Al-Anat
Al-Anat (arab. العانات) – wieś w Syrii, w muhafazie As-Suwajda. W 2004 roku liczyła 413 mieszkańców.